# Kate Morton
Kate Morton (1976) è una scrittrice australiana.
Ha avuto un considerevole successo locale ed internazionale coi suoi recenti romanzi,  Una lontana follia, Il giardino dei segreti (edito in Italia dalla Sperling & Kupfer) e The House at Riverton (conosciuto anche come The Shifting Fog).

## Biografia
Kate è nata nel Queensland, nel sud Australia, ed è la maggiore di tre sorelle. Si spostò numerose volte con la famiglia prima di risiedere, in ultimo, nelle Tamborine Mountain dove frequentò una piccola scuola di provincia. Riuscì poi a conseguire un diploma in Speech and Drama al Trinity College di Londra, ottenendo riconoscimenti per la sua Laurea in Letteratura Inglese presso la Queensland University. A seguito di ciò ottenne una borsa di studio e completò una Master's degree incentrata nella tragedia in età vittoriana. Attualmente frequenta un PhD sui romanzi contemporanei che uniscono elementi gotici ad elementi di mistero.
Kate in giovane età si innamorò della lettura. I suoi libri preferiti erano quelli di Enid Blyton. Fu un amore sentito fortemente, perché erano segreti e misteri ad affascinare la mente della piccola Kate, tenendola sveglia nella notte, costringendola a sfogliare pagine o a dattiloscriverle. Quando finì la scuola, Kate si conquistò un diploma in Speech and Drama al Trinity College di Londra. Dopo un tentativo fallito di fare "qualcosa d'importante" e di ottenere una laurea in arte o in giurisprudenza, completò un corso shakespeariano estivo alla Royal Academy of Dramatic Art di Londra e per qualche tempo pensò che il suo destino fosse nel mondo del teatro. Finché non si rese conto che non era della recitazione che era innamorata, ma delle parole.
Kate è sposata con Davin, un compositore, ed hanno due giovani figli. Vivono tutti e quattro in una casa del XIX secolo.
I romanzi di Kate Morton sono stati pubblicati in 31 Stati. The House at Riverton è stato citato dal Sunday Times come bestseller numero uno in Gran Bretagna nel 2007 e bestseller nel 2008 dal New York Times. The Shifting Fog ha vinto il General Fiction Book of the Year nel Australian Book Industry Awards del 2007, e The House at Riverton è stato proclamato "Libro più popolare" dal British Book Awards nel 2008. Il suo secondo libro, The Forgotten Garden, è stato bestseller in Australia e negli UK.